# Erioptera (Erioptera) ebenina
Erioptera (Erioptera) ebenina is een tweevleugelige uit de familie steltmuggen (Limoniidae). De soort komt voor in het Nearctisch gebied.